# 吉列尔莫·莫利纳
吉列尔莫·莫利纳（西班牙語：Guillermo Molina，1984年3月16日—），西班牙、意大利男子水球运动员。他曾代表西班牙国家队参加2004年、2008年、2012年和2016年夏季奥林匹克运动会水球比赛。